# Tasaul
El Lago Tasaul (en rumano, Taşaul) es un lago en la Dobruja septentrional, Rumanía.